# Артану
Артану (рум. Artanu) — село у повіті Горж в Румунії. Входить до складу комуни Негомір.
Село розташоване на відстані 230 км на захід від Бухареста, 27 км на південь від Тиргу-Жіу, 69 км на північний захід від Крайови.

## Населення
За даними перепису населення 2002 року у селі проживали 769 осіб, усі — румуни. Усі жителі села рідною мовою назвали румунську.